# Schmittviller
Ne doit pas être confondu avec Schmittweiler.
Schmittviller [ʃmitvilɛʁ] est une commune française située dans le département de la Moselle, en Lorraine, dans la région administrative Grand Est. Le village fait partie du pays de Bitche  et du bassin de vie de la Moselle-Est.

## Géographie

### Localisation
Le village de Schmittviller se situe en pays découvert et à l'écart des grandes voies de circulation, aux confins de la Lorraine. Il possède, avec ses 230 hectares, le plus petit ban du pays de Bitche.

### Hydrographie et les eaux souterraines
La commune est située dans le bassin versant du Rhin au sein du bassin Rhin-Meuse. Elle est drainée par le ruisseau le Tiefgraben.

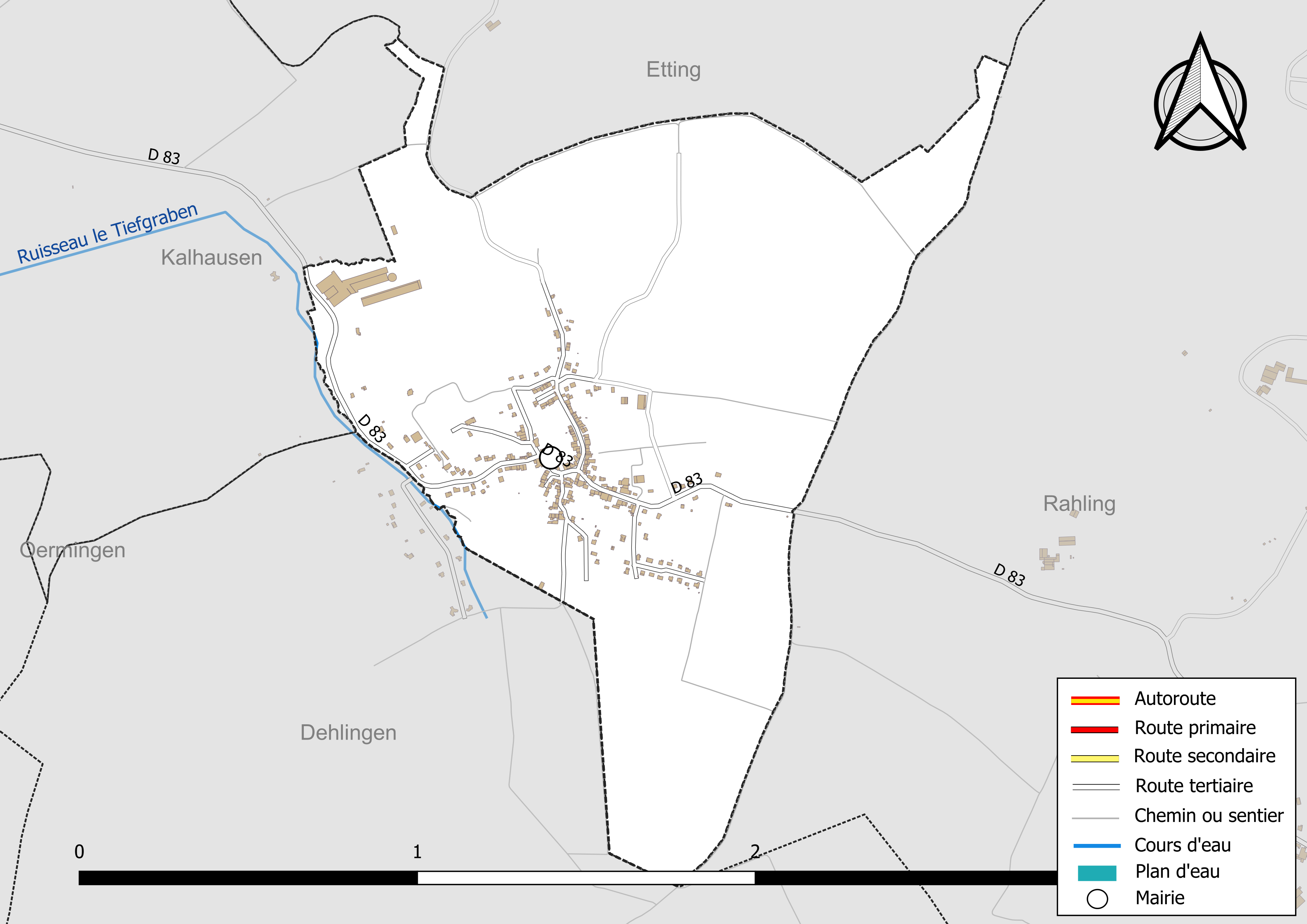
Réseaux hydrographique et routier de Schmittviller.

### Climat
Pour des articles plus généraux, voir Climat du Grand Est et Climat de la Moselle.
En 2010, le climat de la commune est de type climat des marges montargnardes, selon une étude du Centre national de la recherche scientifique s'appuyant sur une série de données couvrant la période 1971-2000. En 2020, Météo-France publie une typologie des climats de la France métropolitaine dans laquelle la commune est exposée à un climat semi-continental et est dans la région climatique  Vosges, caractérisée par une pluviométrie très élevée (1 500 à 2 000 mm/an) en toutes saisons et un hiver rude (moins de 1 °C). 
Pour la période 1971-2000, la température annuelle moyenne est de 9,4 °C, avec une amplitude thermique annuelle de 17,3 °C. Le cumul annuel moyen de précipitations est de 709 mm, avec 10 jours de précipitations en janvier et 10,3 jours en juillet. Pour la période 1991-2020, la température moyenne annuelle observée sur la station météorologique de Météo-France la plus proche, « Berg », sur la commune de Berg à 12 km à vol d'oiseau, est de 10,4 °C et le cumul annuel moyen de précipitations est de 801,8 mm. 
La température maximale relevée sur cette station est de 37,4 °C, atteinte le 25 juillet 2019 ; la température minimale est de −16,8 °C, atteinte le 7 février 2012,,. 
Les paramètres climatiques de la commune ont été estimés pour le milieu du siècle (2041-2070) selon différents scénarios d'émission de gaz à effet de serre à partir des nouvelles projections climatiques de référence DRIAS-2020. Ils sont consultables sur un site dédié publié par Météo-France en novembre 2022.

### Géologie et relief
Occupant le sommet d'une des nombreuses croupes qui animent le paysage dans ce secteur, le village est dominé par le château, couvert d'un haut toit à croupes de tuiles plates.

### Sismicité
Commune située dans une zone de sismicité 2 faible.

## Urbanisme

### Typologie
Au 1er janvier 2024, Schmittviller est catégorisée commune rurale à habitat dispersé, selon la nouvelle grille communale de densité à sept niveaux définie par l'Insee en 2022.
Elle est située hors unité urbaine. Par ailleurs la commune fait partie de l'aire d'attraction de Sarreguemines (partie française), dont elle est une commune de la couronne,. Cette aire, qui regroupe 48 communes, est catégorisée dans les aires de 50 000 à moins de 200 000 habitants,.

### Occupation des sols
L'occupation des sols de la commune, telle qu'elle ressort de la base de données européenne d’occupation biophysique des sols Corine Land Cover (CLC), est marquée par l'importance des territoires agricoles (87 % en 2018), en diminution par rapport à 1990 (91,5 %). La répartition détaillée en 2018 est la suivante : 
zones agricoles hétérogènes (61,7 %), terres arables (22,8 %), zones urbanisées (13 %), prairies (2,5 %). L'évolution de l’occupation des sols de la commune et de ses infrastructures peut être observée sur les différentes représentations cartographiques du territoire : la carte de Cassini (XVIIIe siècle), la carte d'état-major (1820-1866) et les cartes ou photos aériennes de l'IGN pour la période actuelle (1950 à aujourd'hui).

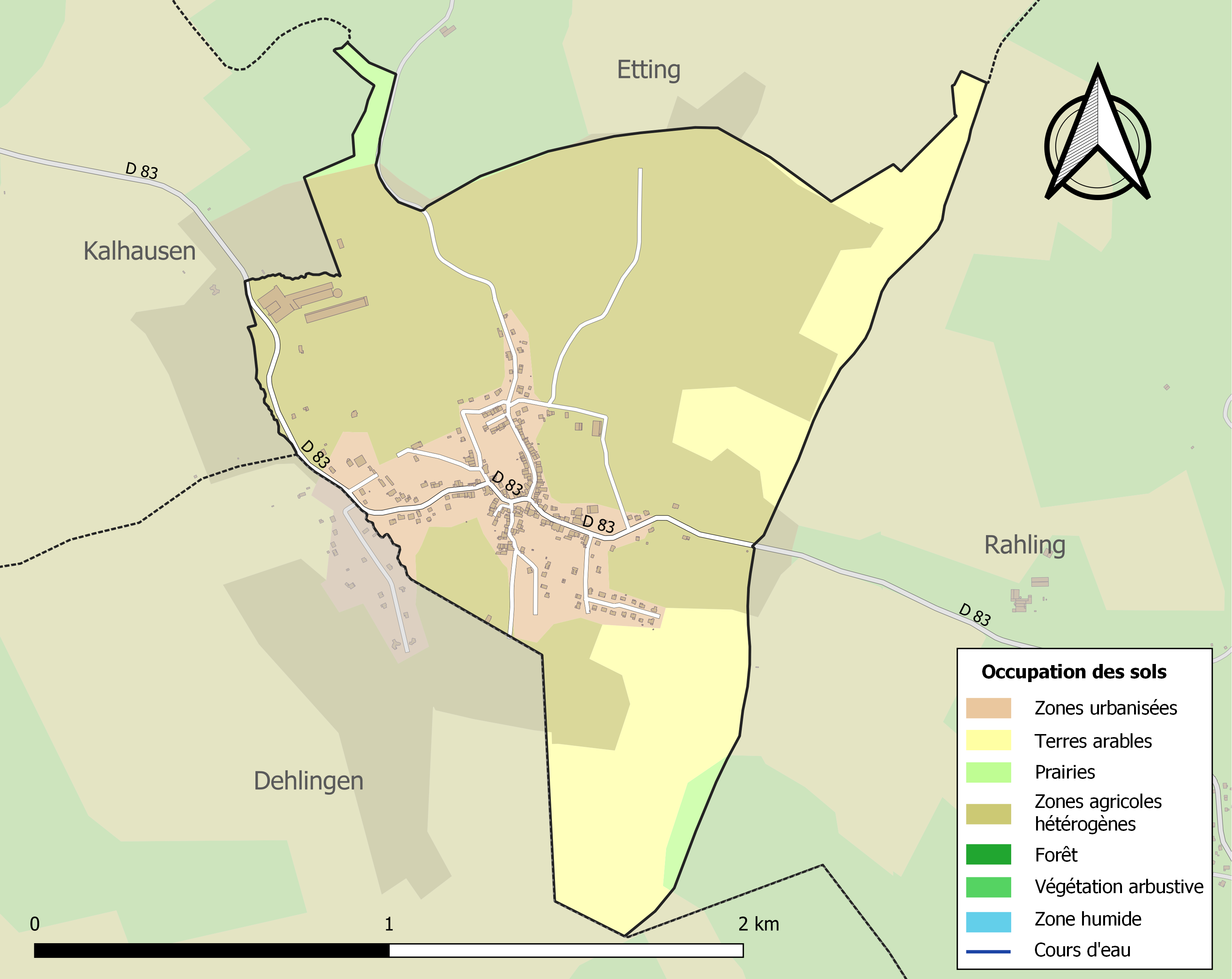
Carte des infrastructures et de l'occupation des sols de la commune en 2018 (CLC).

### Voies de communications et transports

#### Voies routières
- D83 vers Kalhausen, Rahling[14].
- D83 > D35 vers Bining.
- D83 > D83c vers Oermingen, Sarre-Union.

#### Transports en commun
- Fluo Grand Est.

##### SNCF
- Gare d'Oermingen,
- Gare de Kalhausen,
- Gare de Voellerdingen,
- Gare de Wittring,
- Gare de Diemeringen.

## Toponymie
- Schmittesweiller (1751), Schmittweiller (1755), Schmilt-Weiler (carte Cassini), Schmittweiler (1793), Schunttweiller (1801)[15].
- Schmittwiller en francique lorrain[16].

## Histoire
Le village est mentionné au XIe siècle sous la forme Smithwilre, du nom d'homme germanique Schmitt et du substantif villare, weyler, le village. À la fin du XVIIe siècle, il ne s'agit d'une simple ferme qui sera érigée en fief en 1723 pour Jean-Frédéric de Dithmar, receveur des finances du duc de Lorraine. C'est autour de cette exploitation que le village se développera. Le château est construit à partir de 1726 par un maçon tyrolien établi à Bitche, Jacques Nat, pour Jean-Frédéric de Dithmar.
Du point de vue spirituel, le village est succursale de la paroisse de Rahling jusqu'en 1837, tout d'abord dans l'archiprêtré de Bouquenom puis dans celui de Rohrbach-lès-Bitche en 1802. L'église, dédiée à l'Assomption de la Vierge Marie, remplace depuis 1866 une petite chapelle élevée en 1821.

## Politique et administration
| Période                                  | Période   | Identité                 | Étiquette | Qualité |
| ---------------------------------------- | --------- | ------------------------ | --------- | ------- |
| Les données manquantes sont à compléter. |           |                          |           |         |
| mars 1995                                | mars 2001 | François Joseph Schlegel |           |         |
| mars 2001                                | juin 2006 | Jeannot Ichtertz         |           |         |
| juin 2006                                | ?         | Jean-Marc Dellinger      |           |         |
| mai 2020                                 | En cours  | Olivier Hubrecht         |           |         |

Du point de vue administratif, le village est commune du canton de Bouquenom de 1790 à 1793, puis du canton de Rohrbach-lès-Bitche. Devenu annexe de Rahling de 1811 à 1846, il est depuis cette époque une commune autonome.

### Budget et fiscalité 2021
En 2021, le budget de la commune était constitué ainsi :
- total des produits de fonctionnement : 244 000 €, soit 738 € par habitant ;
- total des charges de fonctionnement : 197 000 €, soit 595 € par habitant ;
- total des ressources d'investissement : 77 000 €, soit 233 € par habitant ;
- total des emplois d'investissement : 135 000 €, soit 408 € par habitant ;
- endettement : 60 000 €, soit 181 € par habitant.

Avec les taux de fiscalité suivants :
- taxe d'habitation : 17,08 % ;
- taxe foncière sur les propriétés bâties : 31,60 % ;
- taxe foncière sur les propriétés non bâties : 72,65 % ;
- taxe additionnelle à la taxe foncière sur les propriétés non bâties : 0,00 % ;
- cotisation foncière des entreprises : 0,00 %.

Chiffres clés Revenus et pauvreté des ménages en 2019 : médiane en 2019 du revenu disponible, par unité de consommation : 24 400 €.

## Population et société

### Démographie

#### Évolution démographique
L'évolution du nombre d'habitants est connue à travers les recensements de la population effectués dans la commune depuis 1793. Pour les communes de moins de 10 000 habitants, une enquête de recensement portant sur toute la population est réalisée tous les cinq ans, les populations de référence des années intermédiaires étant quant à elles estimées par interpolation ou extrapolation. Pour la commune, le premier recensement exhaustif entrant dans le cadre du nouveau dispositif a été réalisé en 2006.

En 2022, la commune comptait 335 habitants, en évolution de +2,76 % par rapport à 2016 (Moselle : +0,52 %, France hors Mayotte : +2,11 %).
| 1793 | 1800 | 1806 | 1861 | 1866 | 1871 | 1875 | 1880 | 1885 |
| ---- | ---- | ---- | ---- | ---- | ---- | ---- | ---- | ---- |
| 190  | 189  | 244  | 342  | 390  | 393  | 416  | 412  | 367  |

| 1890 | 1895 | 1900 | 1905 | 1910 | 1921 | 1926 | 1931 | 1936 |
| ---- | ---- | ---- | ---- | ---- | ---- | ---- | ---- | ---- |
| 339  | 338  | 368  | 383  | 377  | 372  | 371  | 342  | 300  |

| 1946 | 1954 | 1962 | 1968 | 1975 | 1982 | 1990 | 1999 | 2006 |
| ---- | ---- | ---- | ---- | ---- | ---- | ---- | ---- | ---- |
| 287  | 305  | 292  | 313  | 327  | 311  | 308  | 289  | 335  |

| 2011 | 2016 | 2021 | 2022 | - | - | - | - | - |
| ---- | ---- | ---- | ---- | - | - | - | - | - |
| 347  | 326  | 329  | 335  | - | - | - | - | - |

La population est restée relativement stable, après avoir augmenté dans la première moitié du XIXe siècle. Le village possède 189 habitants en 1801, 365 en 1851 et encore 311 habitants au recensement de 1982.
Entre 1811 et 1846, le village de Schmittviller appartenait à la commune de Rahling.

### Enseignement
Établissements d'enseignements :
- Écoles maternelles et primaires à Etting, Rahling, Kalhausen, Dehlingen, Achen,
- Collèges à Rohrbach-lès-Bitche, Diemeringen, Sarre-Union, Sarralbe,
- Lycées à  Sarre-Union, Sarreguemines.

### Santé
Professionnels et établissements de santé :
- Médecins à Oermingen, Achen, Wittring, Diemeringen, Herbitzheim, Gros-Réderching, Rohrbach-lès-Bitche,
- Pharmacies à Achen, Diemeringen, Herbitzheim, Rohrbach-lès-Bitche, Montbronn, Sarre-Union,
- Hôpitaux à Sarre-Union, Sarralbe, Sarreguemines, Bitche.

### Cultes
- Culte catholique, Communauté de paroisses "Les Prairies de la Zorn"[24], Diocèse de Metz.

## Économie

### Entreprises et commerces

#### Agriculture
- Culture et production animale, chasse et services annexes.
- Culture et élevage associés.
- Culture de céréales, de légumineuses et de graines oléagineuses

#### Tourisme
- Hébergement et restauration à Ratzwiller, Diemeringen, Gros Rederching, La Petite-Pierre, Niederbronn-les-Bains.

#### Commerces
- Commerces et services de proximité à Rahling, Oermingen, Kalhausen.

## Culture locale et patrimoine

### Lieux et monuments
- Le château, construit à partir de 1726 aux frais de Jean Friderich de Dithmar (receveur des finances de son altesse royale à Bitche, seigneur de Schmittviller et de Dithmar, en faveur duquel les terres avaient été érigées en fief en 1723). Les pierres de taille ont été fournies par les carrières de Rahling, parties agricoles de la même époque[25].
- L'église paroissiale, construite en 1866 ainsi que son cimetière et ses statues[26].
- Croix monumentale[27].
- Grotte de Lourdes[28],[29].

Monument aux morts : Conflits commémorés Guerres 1914-1918 - 1939-1945.

### Personnalités liées à la commune
- Johannes Miller, ancien maître d'école, à l'initiative du calvaire sculpté, érigé en 1844[31] ainsi que de la croix de chemin déjà édifiée en 1837[32] .

### Héraldique
| Blason de Schmittviller | Blason  | De gueules au fer à cheval d'argent, à la bordure d'or. |
| Blason de Schmittviller | Détails | Le statut officiel du blason reste à déterminer.        |